# Brome (Gifhorn)
Pour les articles homonymes, voir Brome (homonymie).
Brome est une municipalité allemande du land de Basse-Saxe et l'arrondissement de Gifhorn. En 2014, elle comptait 3 181 hab.

## Source
- (de) Cet article est partiellement ou en totalité issu de l’article de Wikipédia en allemand intitulé « Brome » (voir la liste des auteurs).